# Тейхманн, Маре Альбертовна
Маре Альбертовна Тейхманн, в девичестве Ильвест (эст. Mare Teichmann / Ilvest, родилась 1 марта 1954 в Таллине) — советский и эстонский психолог, доктор философии по психологии, преподаватель Таллинского технического университета (кафедра психологии, институт промышленной психологии).

## Биография
Училась в 1961—1972 годах в 10-й средней школе г. Таллина (ныне гимназия Нымме). До 1979 года изучала психологию в Тартуском государственном университете. Доктор психологических наук (1987), защитила в Ленинградском психоневрологическом НИИ имени Бехтерева докторскую диссертацию на тему «Медико-психологические корреляты вибрационной болезни у рабочих сланцевых шахт» под руководством Л. И. Вассермана и Н. Лоогны. В 1997 году получила лицензию I категории медицинского психолога.
В 1980—1989 годах работала в Национальном институте здравоохранения Эстонской ССР. Её статьи публиковались в различных сборниках докладов научных конференций в Эстонской ССР, посвящённых промышленной психологии. С 1988 года преподавала в Таллинском техническом университете, до 1992 года доцент факультета экономики, с 1992 года заведующий кафедрой психологии. До 27 января 2013 года была профессором социальных наук, с 31 августа 2013 года работает на кафедре психологии в институте промышленной психологии. Читает лекции в университетах Хельсинки, Осло, Вены и Кембриджа.
Член постоянного комитета Европейской федерации ассоциаций психологов с 2013 года.

## Некоторые работы
- Медико-психологические корреляты вибрационной болезни у рабочих сланцевых шахт : автореферат дис. ... кандидата психологических наук : 19.00.04, 14.00.07 / Ленинград. научно-исслед. психоневрологический ин-т им. В. М. Бехтерева. - Ленинград, 1987. - 17 с.[2]
- Teichmann, M. (2011). "The challenges facing academic staff professional development in technical university." In: Papers of Baltech Conference 2011: Lincköping, Sweden: Tallinn Technical University, 2011, 1 - 19.
- Teichmann, Mare, Murdvee, Mart, Saks, Kai. (2006). "Spiritual Needs and Quality of Life in Estonia." Social Indicators Research, Vol. 76, No. 1, 147–163.
- Spector, Paul E., Allen, Tammy D., Poelmans, Steven, Cooper, Cary L., Bernin, Peggy, Hart, Peter, Lu, Luo, Miller, Karen, Renault de Moraes, Lucio, Ostrognay, Gabrielle M., Pitariu, Horea, Salamatov, Vladimir, Salgado, Jesus, Sanchez, Juan I., Siu, Oi Ling, Teichmann, Mare, Theorell, Töres, Vlerick, Peter, Widerszal-Bazyl, Maria, Yu, Shanfa. (2005). "An international comparative study of work-family stress and occupational strain." In: Work and family: An international research perspective. (Ed. Poelmans, Steven A. Y.); Mahwah, NJ, US: Lawrence Erlbaum Associates, Publishers. pp. 71–84.